# Coelotrochus oppressus
Coelotrochus oppressus là một loài ốc biển rất nhỏ, trong họ Trochidae, họ ốc đụn.

## Hình ảnh

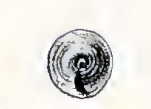